# Леонард (Гориция)
Леонард (на немски: Leonhard von Görz; * 1440, Лиенц; † 12 април 1500, Лиенц) е граф на Гориция (Гьорц) през 1454 – 1500 и щатхалтер на Линц. Той е последният княз от род Майнхардини.
През живота си той се старае да получи обратно териториите на Графство Гориция в Каринтия.

## Живот
Той е син на граф Хайнрих VI (1376 – 1454) и втората му съпруга Катарина фон Гара.
През 1448 г. Леонард наследява баща си заедно с двамата си братя Йохан († 1456) и Лудвиг († 1462). От 1462 г. управлява сам.
Малко преди смъртта си граф Леонард сключва наследствен договор с Максимилиан I от Хабсбургите и умира малко след това. Цялата негова собственост отива на Максимилиан I.
Със смъртта на граф Леонард през 1500 г. династията на Майнхардините изчезва.

## Фамилия
Първи брак: с Хиронима (fl. 1458 – 1460), дъщеря на краля на Босна Никола. Бракът е бездетен.
Втори брак: с Паола Гонзага (1463 – 1497), най-малката дъщеря на Лудовико III Гонзага, маркграф на Мантуа, и Барбара фон Бранденбург. Бракът е бездетен.
- Паола Гонзага
- Леонард от Гориция и Паола Гонзага